# Salvinia natans
Salvinia natans là một loài dương xỉ trong họ Salviniaceae. Loài này được L. All. mô tả khoa học đầu tiên năm 1785.

## Hình ảnh

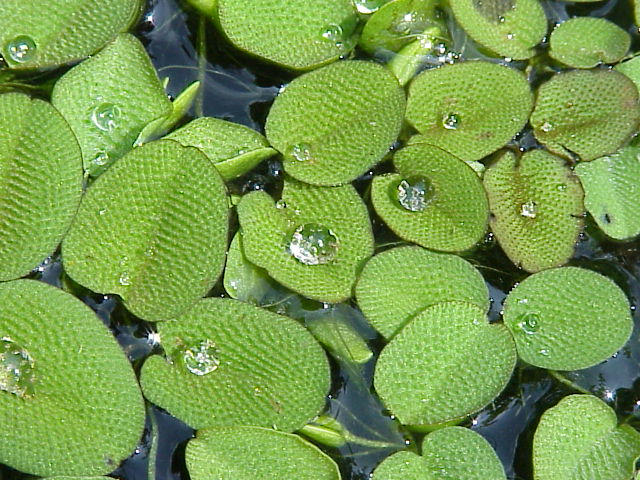
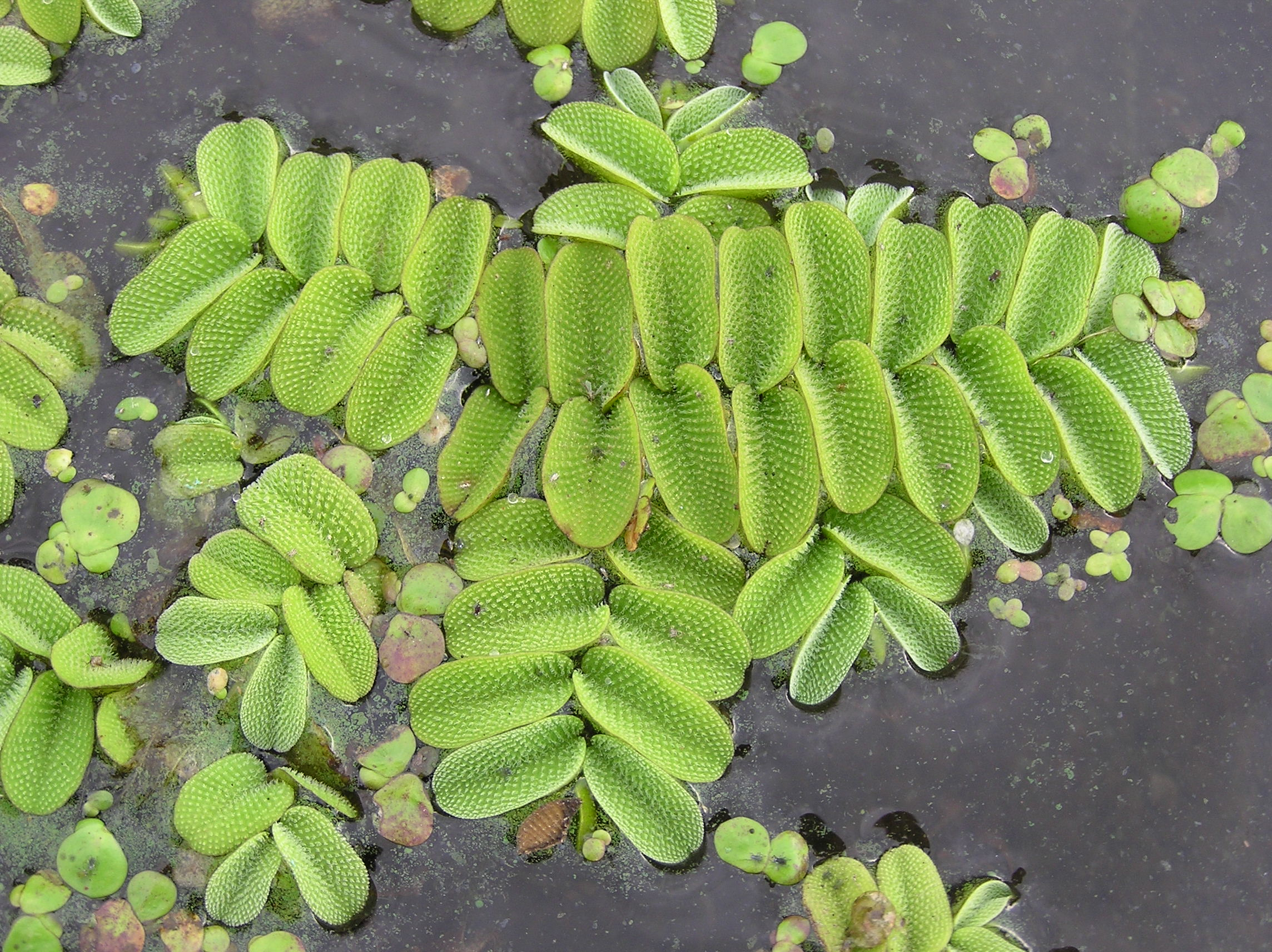
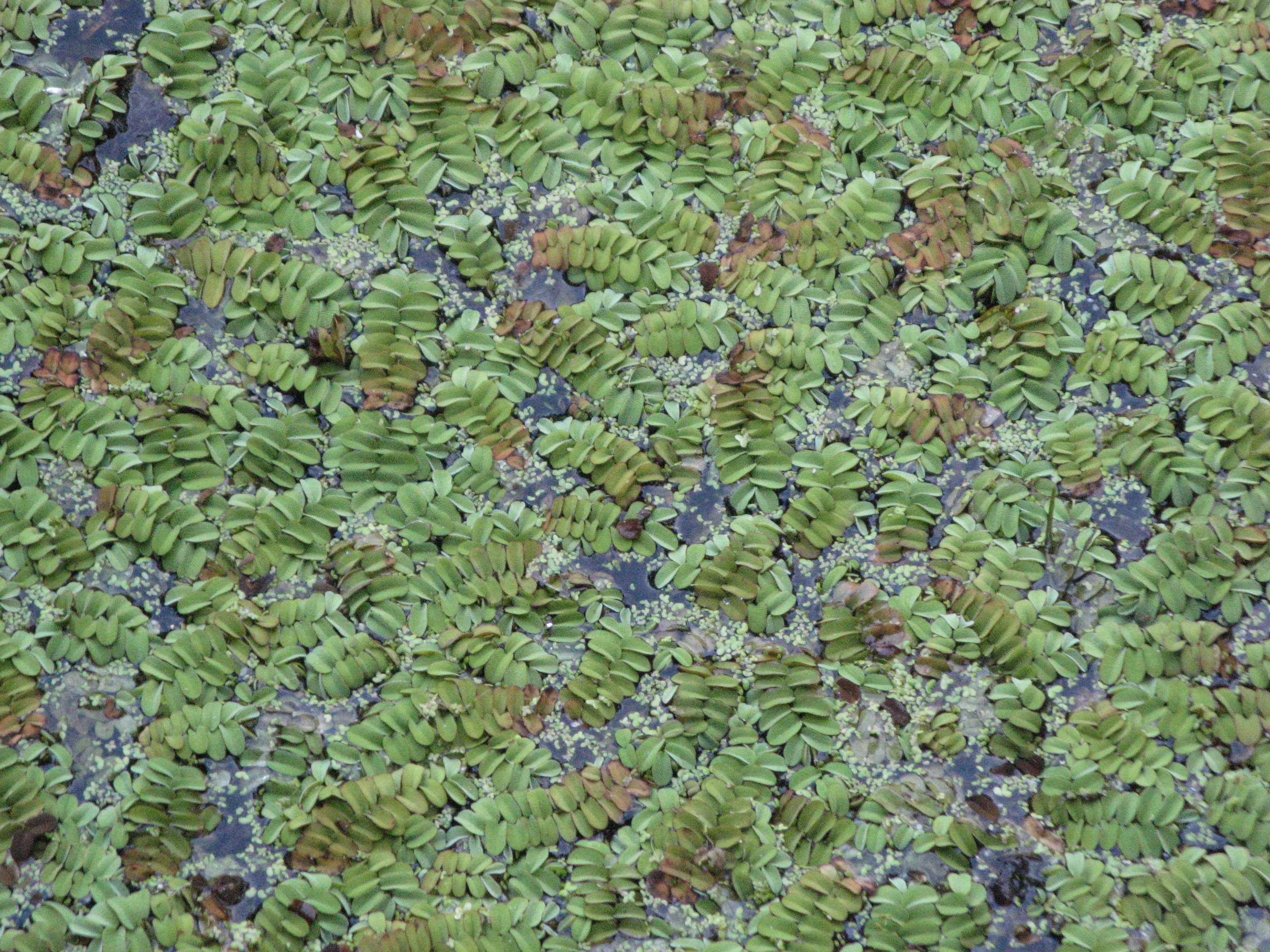
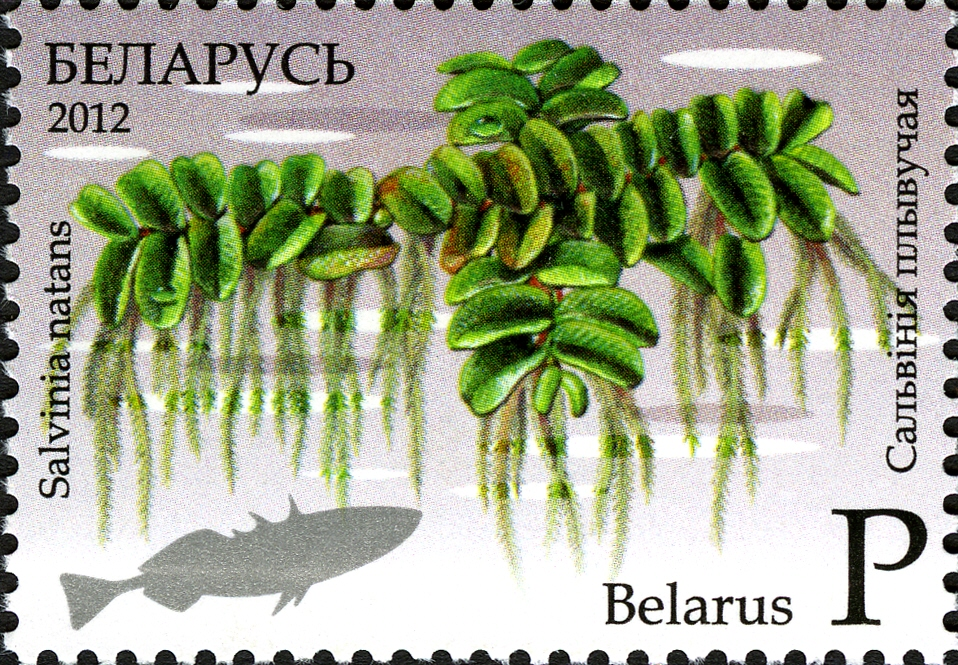